# BBÖ 82
BBÖ 82 – seria parowozów towarowych – tendrzaków kolei austriackich BBÖ produkowanych w Wiener Neustädter Lokomotivfabrik w Wiener Neustadt w latach 1922–1926 w ilości 24 sztuk. Dwie lokomotywy analogicznego typu wyprodukowano w Polsce dla kolei przemysłowych.
Lokomotywy otrzymały numery BBÖ od 82.01 do 82.24. Po włączeniu kolei austriackich do kolei III Rzeszy zostały przenumerowane na serię 951 kolei DRG (numery 95 101 do 95 124), a po II wojnie światowej, na serię 95 kolei austriackich ÖBB, z zachowaniem numeracji. Służyły w Austrii do 1972 roku.
Dwie lokomotywy różniące się szczegółami zostały wyprodukowane na podstawie austriackiej dokumentacji w Fabloku w Chrzanowie w 1928 roku, na zamówienie Gwarectwa Węglowego hrabiego Renarda w Sosnowcu. Oznaczono je jako typ fabryczny T1B, nosiły numery fabryczne 180 i 181. Określane też bywają zgodnie z klasyfikacją PKP jako seria TKz lub typ „Renard”. Ich eksploatację zakończono na początku lat 70. w kopalniach Sosnowiec i Szczygłowice. Były to największe tendrzaki przemysłowe wyprodukowane w Fabloku.